# Echinorhynchus magretti
Echinorhynchus magretti är en hakmaskart som beskrevs av Parona 1885. Echinorhynchus magretti ingår i släktet Echinorhynchus och familjen Oligacanthorhynchidae. Inga underarter finns listade i Catalogue of Life.